# Barrio San Pedro Zona Norte
Barrio San Pedro Zona Norte är en ort i Mexiko, tillhörande kommunen Almoloya de Juárez i den västra delen av delstaten Mexiko, i den centrala delen av landet. Orten hade 466 invånare vid folkräkningen 2010.